# (38143) 1999 JV60
1999 JV60 (asteroide 38143) é um asteroide da cintura principal. Possui uma excentricidade de 0.14850040 e uma inclinação de 2.99014º.
Este asteroide foi descoberto no dia 10 de maio de 1999 por LINEAR em Socorro.